# 安貴朎
安貴朎（韓語：안귀령；1989年6月1日—），韩国政治人物、前主播，曾在YTN任职。2024年大韩民国国会选举中代表共同民主党参选道峰甲选区选举失利，后担任共同民主党副发言人。2024年韩国戒严期间，安貴朎在国会前曾遭戒严士兵举枪后试图抢夺枪支并质问士兵是否为此感到羞愧。2025年6月，被任命为总统秘书室副发言人。

## 外部連結
- 安貴朎的X（前Twitter）
- 安貴朎的Facebook專頁
- 安貴朎的Instagram帳戶